# Gongromastix bharatae
Gongromastix bharatae är en tvåvingeart som beskrevs av Sharma och Rao 1979. Gongromastix bharatae ingår i släktet Gongromastix och familjen gallmyggor. Inga underarter finns listade i Catalogue of Life.